# Lanassa praecox
Lanassa praecox är en ringmaskart som först beskrevs av Saint-Joseph 1899.  Lanassa praecox ingår i släktet Lanassa och familjen Terebellidae. Inga underarter finns listade i Catalogue of Life.